# Marcel Janco
Marcel Janco, org. Marcel Iancu (ur. 24 maja 1895 w Bukareszcie, zm. 21 kwietnia 1984 w En Hod) — rumuński artysta wizualny, architekt i teoretyk sztuki pochodzenia żydowskiego. Współtwórca dadaizmu i przedstawiciel konstruktywizmu.

## Życiorys
Urodził się w zamożnej rodzinie w Bukareszcie. Jako nastolatek w 1912 r. współtworzył z Tristanem Tzarą oraz Ionem Vineą rumuńskie pismo artystyczno-literackie „Simbolul”. W wieku dwudziestu lat przeniósł się do Zurychu, gdzie studiował architekturę oraz rozwijał awangardowy ruch dadaizmu. W Cabaret Voltaire, miejscu powstania nurtu, Janco odpowiadał za wizualną stronę organizowanych tam przedstawień. Na potrzeby kabaretu tworzył kostiumy i prymitywne maski, łamiąc tym liczne konwencje. Marcel Janco wykorzystywał w swojej twórczości estetykę futuryzmu, kubizmu i ekspresjonizmu.
W 1919 r. ożenił się z tancerką Lily Ackermann, z którą miał córkę. W tym samym roku Janco porzucił dadaizm, wskazując na negatywną stronę nurtu (destrukcyjny nihilizm i duchowa przemoc), zwracając się w stronę konstruktywizmu. W latach 20. i 30. XX w. prowadził pracownię architektoniczną w Bukareszcie, która przyczyniła się do powstania wielu modernistycznych obiektów w stolicy Rumunii. Artysta wiąże się w tym czasie z grupami Das Neue Leben i Radikale Künstler. W latach 1922–1932 prowadzi pismo „Contimporanul”, w którym pisze na różne tematy dotyczące sztuki i architektury.
Po rozwodzie z Ackermann, poślubił Clarę Goldschlager, z którą miał kolejną córkę. Podczas II wojny światowej w wyniku narastającego antysemityzmu, Janco opuścił Rumunię i udał się do Palestyny. W Izraelu wywarł istotny wpływ na rozwój nowoczesnej sztuki izraelskiej. W miejscowości En Hod współzałożył kolonię artystów, która funkcjonuje do dziś.